# Esmeralda (cantante)
Alma Graciela Haro Cabello (Morelia, Michoacán, 18 de febrero de 1927-Ciudad de México, 25 de agosto de 1992), conocida artísticamente como Esmeralda, fue una cantante y actriz mexicana. Se le apodó La Versátil porque cantó y grabó canciones de varios géneros musicales, entre ellos el cuplé, el bolero y el tango.

## Biografía
María Graciela Herrejón Cabello nació el 15 de febrero de 1927 en Morelia, Michoacán, sus padres fueron Ignacio Herrejón Ortiz y Amanda Cabello Morante. Cambió de apellido cuando su madre contrajo matrimonio en segundas nupcias con el locutor Ernesto Haro.
En 1942, María Graciela participó en un concurso que organizó la XEW para elegir una nueva intérprete de Agustín Lara, pero el primer lugar se lo llevó la cantante poblana Lupita Alday. En 1944, grabó su primer disco para el sello Peerless con las canciones «Qué buscan en la mujer» y «Puerto nuevo», y dos años después logró debutar en la XEW. 
En 1948, Esmeralda estrenó en la radio mexicana el famoso chotis «Madrid», de Agustín Lara, y en ese mismo año lo grabó para el sello Peerless. Lara después le encargó a la cantante Ana María González que estrenara el chotis en España.
En los últimos años de la década de los cuarenta, empezó a participar en el cine mexicano. Tuvo una actuación especial en la película Coqueta (1949). Interpretó el papel de una atractiva cantante llamada Risaralda y cantó el bolero «Flor de azalea» en Dos pesos dejada (1949), protagonizada por Joaquín Pardavé y Sara García. También participó en la película Curvas peligrosas (1950).
Se casó con Juan Sánchez Azcona Costard, con quien formó una familia con cuatro hijos, el mayor, Juan Sánchez Azcona Herrejón, Graciela Sánchez Azcona Herrejón y Luis Felipe de Jesús Aquiles Sánchez Azcona Herrejón, la menor, de nombre Citlali, en realidad era su hija adoptiva, hija de su trabajadora doméstica, a quien adoptó al quedar huérfana a la muerte de su madre.
De su único esposo, Juan Sánchez Azcona Costard, se divorció en los primeros años de la década de los ochenta, esposo quien fuera hijo del político, escritor y diplomático Juan Sánchez Azcona y Díaz Covarrubias, personaje histórico cercano a Madero y por quien lleva su nombre la famosa calle de la colonia Del Valle en la Ciudad de México. 
En la década de los cincuenta, Esmeralda grabó varios álbumes para Discos Musart. Entre estas grabaciones se encuentran los discos de larga duración con las canciones de las películas El último cuplé (1957) y La violetera (1958), éxitos de Sara Montiel; el álbum Música de papá y mamá (1958), con canciones de la época del teatro de revista; y el álbum Canciones de siempre (1959), con popurríes de boleros de compositores mexicanos.
En la década de los sesenta, firmó un contrato para grabar discos con el sello mexicano Rex, donde realizó nuevas versiones de las canciones que había grabado en los sellos Peerless y Musart.
El Consejo Nacional de Turismo la nombró embajadora de la música mexicana y la envió al extranjero para representar la cultura de México en países europeos como España, Francia, Italia, Polonia, Checoslovaquia y Rusia. También recorrió gran parte de América Latina en sus giras artísticas.

## Discografía
- Mi querido capitán (Peerless, 1953)
- La música de la película El último cuplé en la voz de Esmeralda (Musart, 1957)
- La música de la película La violetera en la voz de Esmeralda (Musart, 1958)
- Música de papá y mamá (Musart, 1958)
- Canciones de siempre (Musart, 1959)
- Rendez-vous con Esmeralda (Musart, 1960)
- Qué tiempos aquellos... (Musart, 1964)

## Filmografía
- Coqueta (1949)
- Dos pesos dejada (1949)
- Curvas peligrosas (1950)